# Parque nacional de Niah

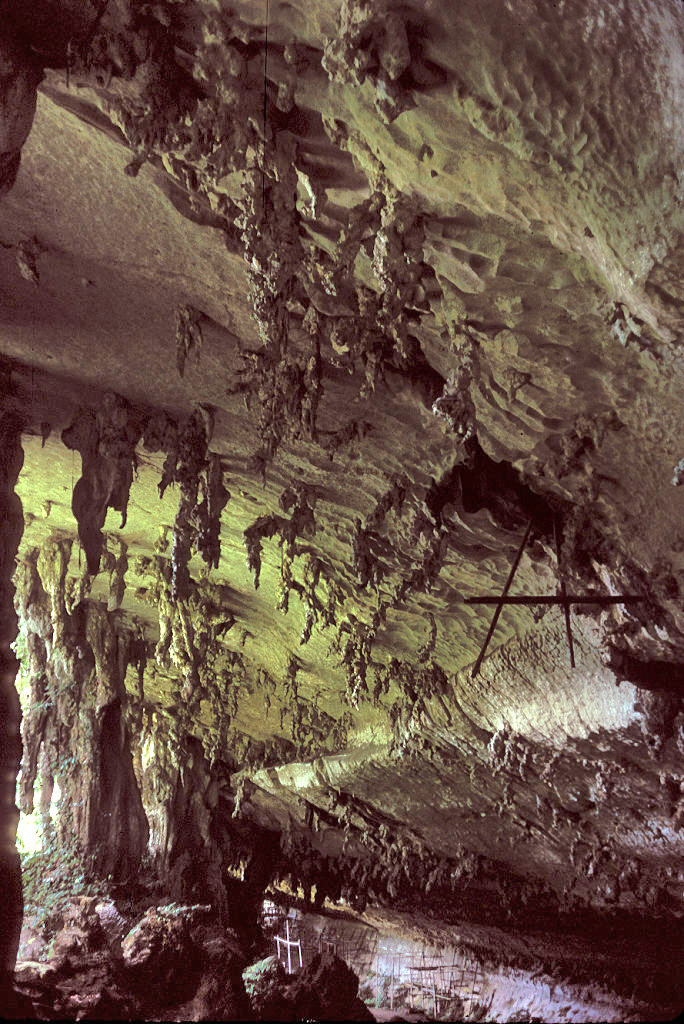
Cuevas de Niah

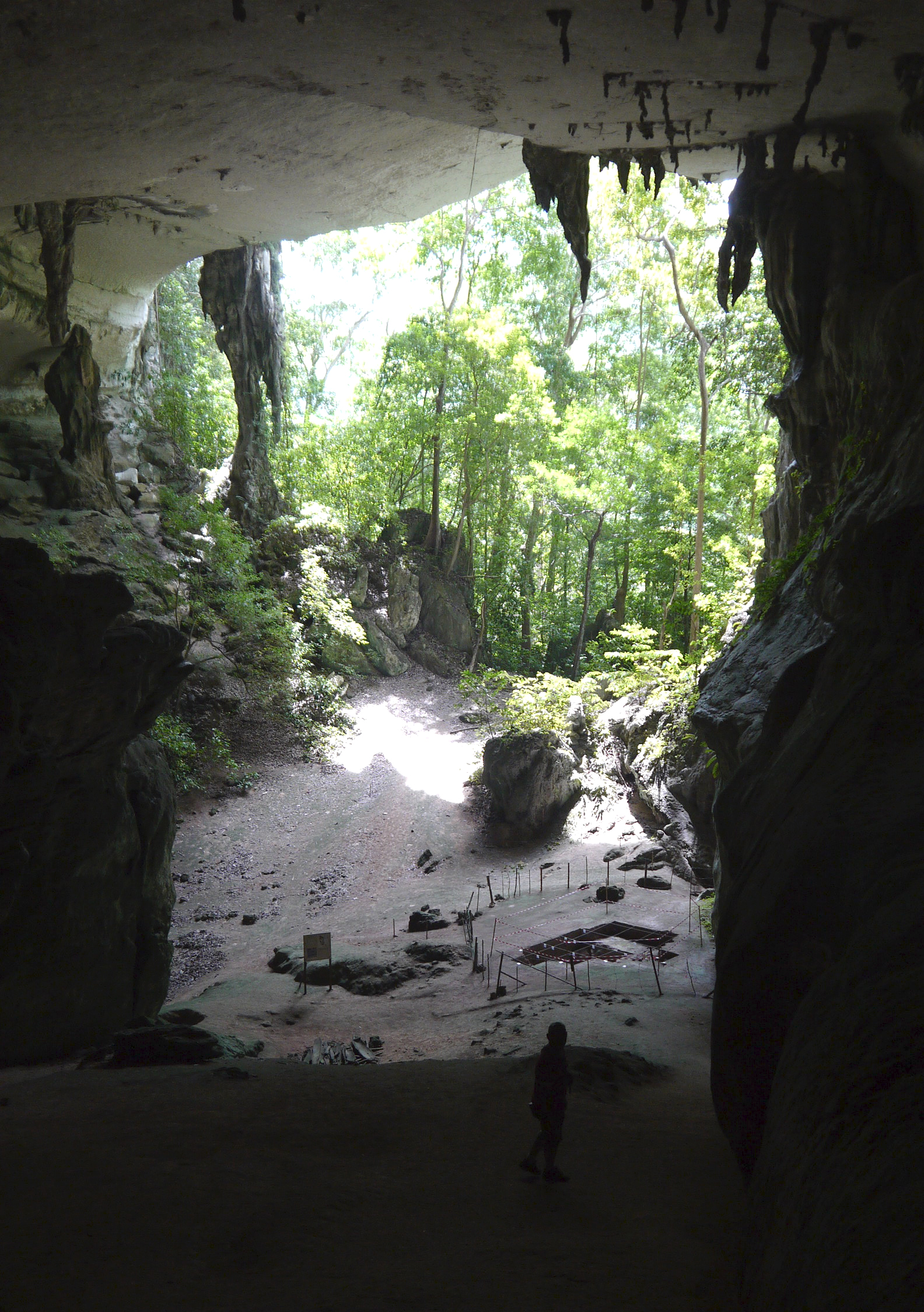
Un yacimiento arqueológico en la Cueva Pintada (Kain Hitam). La Cueva Pintada es una cueva pequeña pero de gran importancia arqueológica situada al sur del complejo de la Gran Cueva de Niah, donde se pueden ver antiguos enterramientos y pinturas rupestres.

El parque nacional de Niah, situado en la división de Miri, Sarawak (Malasia), alberga la cueva de piedra caliza y yacimiento arqueológico de cuevas de Niah.

## Historia
Alfred Russel Wallace vivió durante 8 meses en el distrito de Simunjan con un ingeniero de minas, Robert Coulson, que había explorado lo que hoy es el norte de Sarawak en busca de minerales. Coulson escribió más tarde a Wallace sobre el hallazgo de huesos en varias cuevas de Sarawak. En una investigación posterior, Wallace se enteró de que una de las cuevas en cuestión "estaba situada en el distrito entre Sarawak y Bruni (Brunei), en una montaña a cierta distancia tierra adentro". En marzo de 1864 Coulson exploró las cuevas. Sin embargo, más tarde, en mayo de 1864, G. J. Ricketts, cónsul británico en Sarawak, fue designado para llevar a cabo el trabajo. Ricketts no permaneció mucho tiempo en el puesto y posteriormente Alfred Hart Everett fue elegido para llevar a cabo el trabajo. Everett inspeccionó 32 cuevas en tres zonas, incluidas Niah/Subis (cerca de Miri) y "Upper Sarawak Proper" (al sur de Kuching).
En la década de 1950, Tom Harrisson, conservador del Museo estatal de Sarawak, buscaba pruebas de la antigua actividad humana en Sarawak. Se topó con la cueva de Niah, que no mostraba indicios de actividad humana antigua en la zona. Sin embargo, dedujo que, dado que la cueva era fresca y seca y había millones de murciélagos y  vencejos de cueva que podían servir de alimento, los antiguos humanos podrían haber vivido en ella. Por ello, en octubre de 1954, Harrisson y sus dos amigos, Michael Tweedie y Hugh Gibb, pasaron dos semanas examinando la cueva Niah. Encontraron pruebas de ocupación, habitación y enterramiento humano. En 1957, el museo de Sarawak organizó una expedición más amplia con transporte y equipo de Brunei Shell Petroleum y Sarawak Oilfields Ltd (Shell). Se encontraron loza de barro, raspadores y adornos de concha, machacadores de piedra, herramientas de hueso y restos de comida. Según la datación por radiocarbono de las capas de carbón, el yacimiento data de hace 40.000 años, es decir, del Paleolítico. En febrero de 1958, el equipo de la expedición dirigido por Barbara Harrisson descubrió el "cráneo profundo" en la "Fosa del Infierno" (por su condición inusualmente calurosa) a dos metros y medio bajo la superficie. Se trata de un cráneo parcial con el maxilar, dos dientes molares y una porción de la base del cráneo. El cráneo es muy frágil y no está fosilizado. La morfología del cráneo sugiere que pertenece a una hembra de entre veinte y veinticinco años. Cerca del cráneo se encontraron un fémur izquierdo completo y una tibia proximal derecha que pertenecen al mismo individuo. Tom Harrisson también descubrió enterramientos neolíticos de hace entre 2.500 y 5.000 años. Los descubrimientos dieron lugar a más expediciones en 1959, 1965 y 1972.
En 1960, Don Brothwell llegó a la conclusión de que el "cráneo profundo" pertenecía a un varón adolescente que podría estar estrechamente relacionado con un indígena australiano de Tasmania. En la década de 1960, se llevaron 122 restos humanos de Niah a Nevada (Estados Unidos). Faltan datos paleogeográficos, estratigráficos y relaciones arqueológicas que respalden el trabajo de Tom Harrisson. Por ello, la Universidad de Leicester, en colaboración con otras universidades de Gran Bretaña, Australia, Estados Unidos y el Museo Estatal de Sarawak, realizó más trabajo de campo entre 2000 y 2003 para establecer una historia más detallada de las cuevas de Niah. Fue conocido como el "Proyecto de las Cuevas de Niah". En 2000 se realizó otra datación del carbón vegetal y del propio "cráneo profundo". Demostró que la edad del esqueleto era de 37.000 años.
En 2006, los estudios del Proyecto Cueva de Niah descubrieron que los antiguos humanos que vivían en las Cuevas de Niah probablemente ya utilizaban tecnologías de captura de mamíferos y peces, tecnología de proyectiles, excavación de tubérculos, desintoxicación de plantas y quema de bosques. En 2013 y 2014, la datación uranio-torio también confirmó la antigüedad del cráneo. En 2016, otra investigación realizada por Darren Curnoe señaló que el cráneo profundo se parecía más a una mujer adolescente y se asemeja más a la población indígena de Borneo que a los tasmanos o a la hipótesis de las dos capas, según la cual la población original del sudeste asiático emigró de Australia y más tarde se integró con la población de China.
En 2010, 2019 y 2022, el gobierno del estado de Sarawak nominó el parque para el título de Patrimonio de la Humanidad de la UNESCO . En 2020, las 122 piezas de restos humanos de Niah fueron devueltas a Sarawak.

## Geografía
Las cuevas de Niah están situadas en el extremo norte de una montaña caliza llamada Gunung Subis (monte Subis). La entrada se encuentra en la boca oeste de la cueva. El lugar está a 15 km del mar de la China Meridional y a 50 m sobre el nivel del mar. La boca oeste de las cuevas de Niah mide 150 m de ancho y 75 m de alto.

## Arqueología

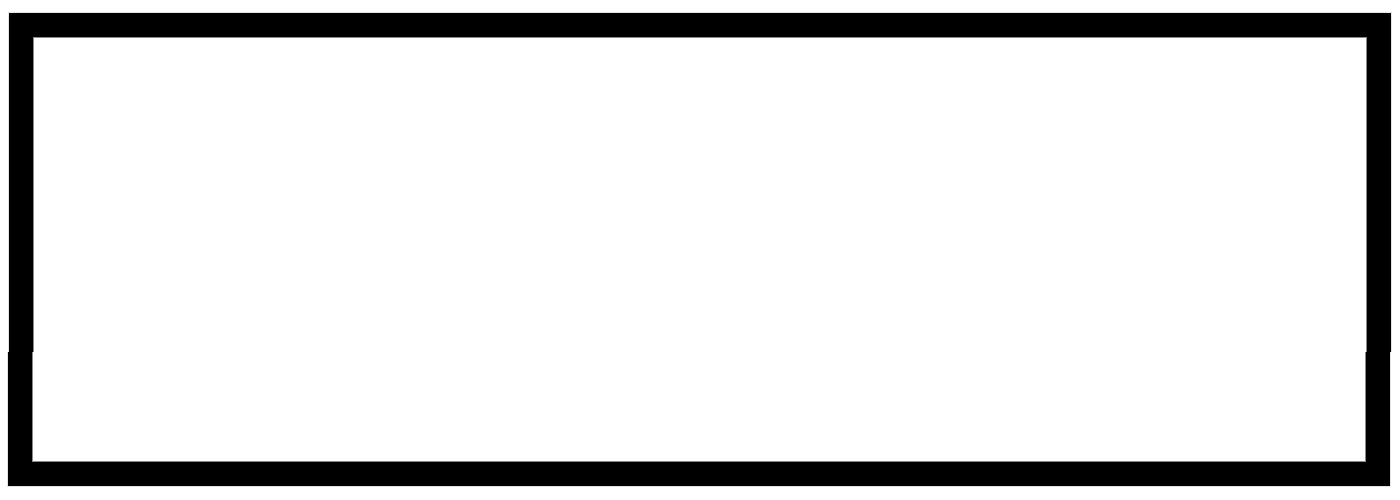
Rectángulo largo (liso)

La cueva es un importante yacimiento prehistórico donde se han encontrado restos humanos de hace 40.000 años. Se trata del asentamiento humano más antiguo registrado en el este de Malasia. Estudios más recientes publicados en 2006 han mostrado pruebas de la primera actividad humana en las cuevas de Niah desde hace unos 46.000 a 34.000 años. La Cueva Pintada, situada en un bloque de piedra caliza mucho más pequeño, a unos 150 metros del extremo sureste del bloque de la Gran Cueva, tiene pinturas rupestres datadas en 1.200 años. Los arqueólogos afirman que las herramientas de piedra halladas en el valle de Mansuli, cerca de Lahad Datu (Sabah), datan de mucho antes, pero aún no se ha publicado un análisis de datación preciso.
Entre los objetos hallados en la cueva de Niah figuran herramientas de corte y lascas del Pleistoceno, hachas neolíticas, azuelas, cerámica, joyas de concha, embarcaciones, esteras, y después herramientas de hierro y cerámica y cuentas de vidrio que datan de la Edad de Hierro. El hallazgo más famoso es el cráneo humano datado en torno a 38.000 años a. C. La Cueva Pintada posee pinturas y "barcos de la muerte" con ataúdes de madera.
Entre 1954 y 1966, se excavaron aquí aproximadamente 750.000 fragmentos de huesos de animales. Uno de ellos fue identificado como el hueso metacarpiano de un tigre joven.

## Vegetación
Pearce (2004) reconoce seis tipos de vegetación:
- Vegetación de piedra caliza en karst
- Bosque mixto de dipterocarpáceas.
- Bosque pantanoso estacional sobre suelos arcillosos margosos.
- Bosque pantanoso estacional sobre suelos de turba.
- Bosque de ribera.
- Bosque en regeneración.

## Actividades actuales
Las cuevas también son conocidas por la industria de los nidos de pájaros. Son un popular destino turístico en Sarawak. Todas las secciones del techo de las cuevas donde se posan los vencejos son propiedad privada y sólo el propietario tiene derecho a recoger los nidos. La recogida se hace semestralmente (normalmente en enero y junio). El recolector sube cientos de metros por un solo poste hasta el techo de la cueva y raspa el nido a la parpadeante luz de las velas.

## Galería

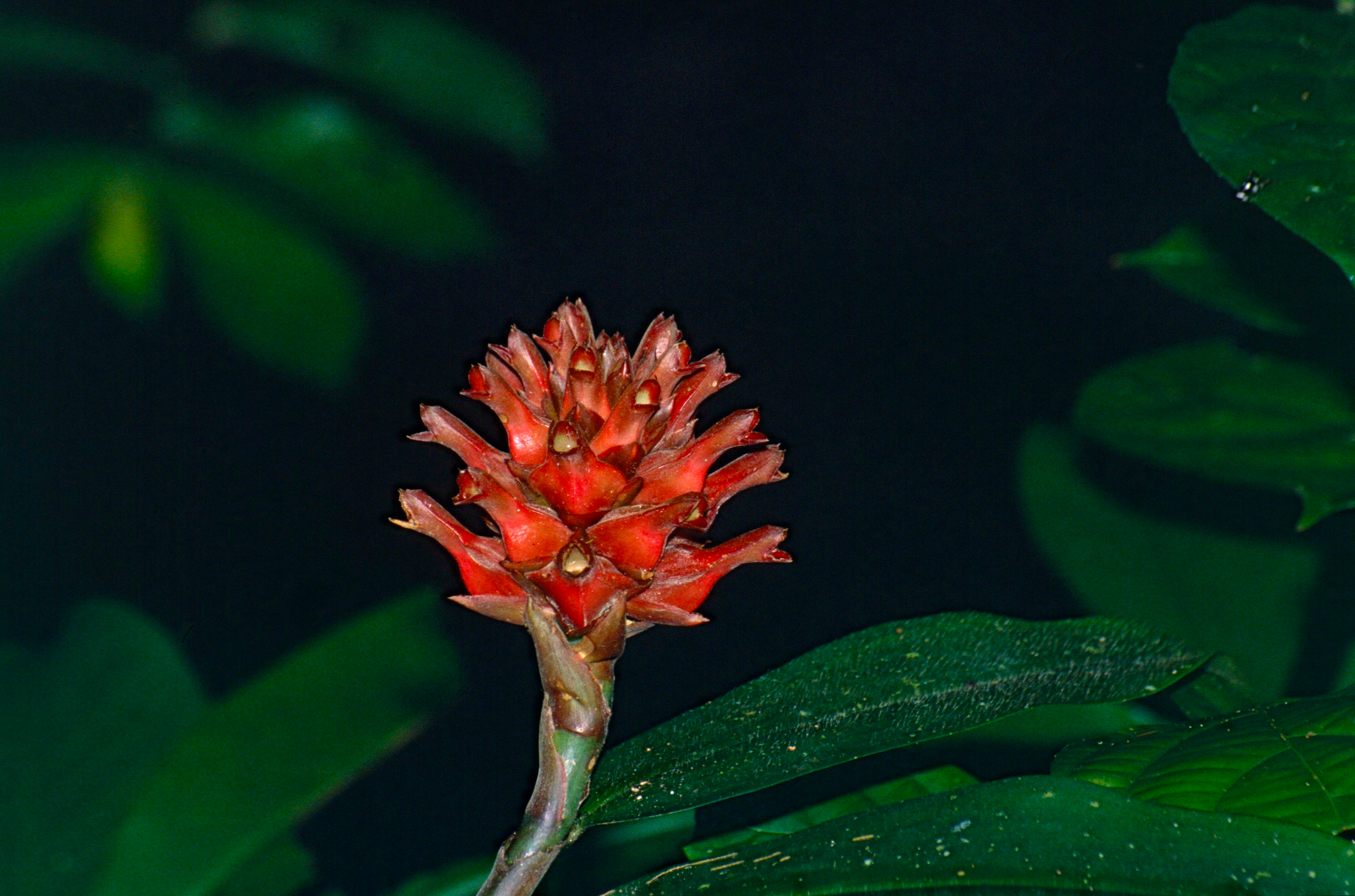
Cheilocostus speciosus
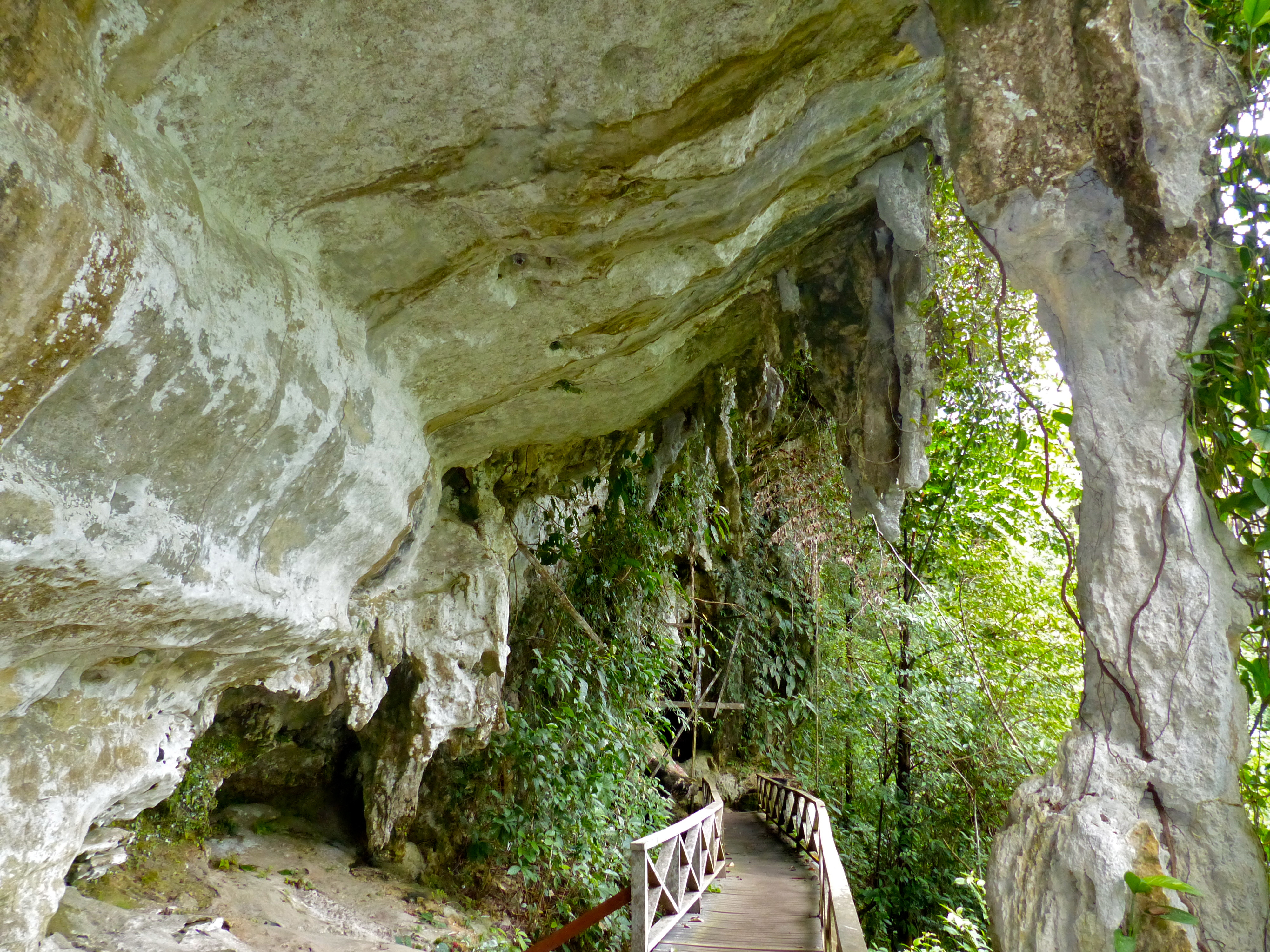
Cueva de los Comerciantes
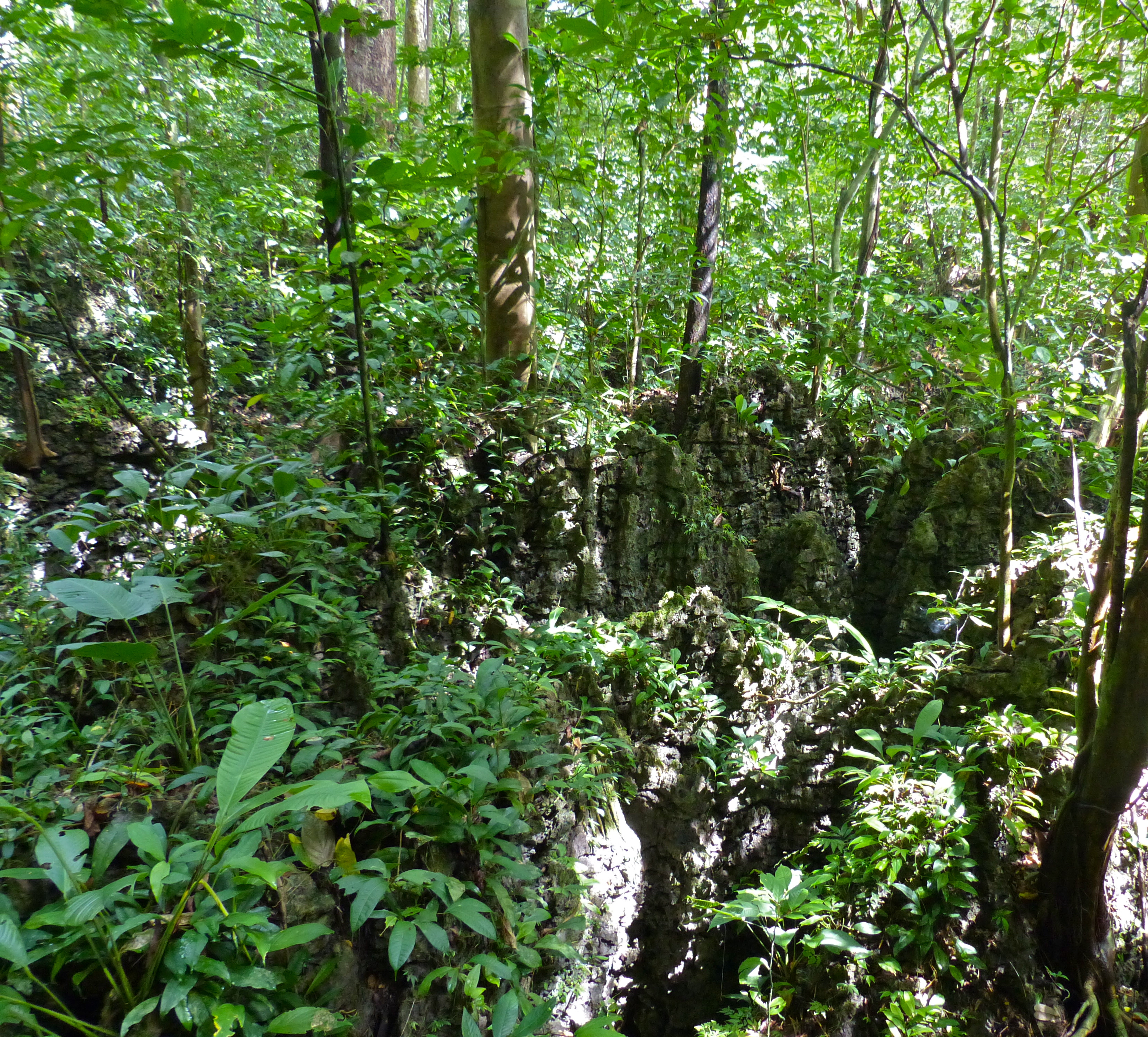
Bosque sobre formaciones de piedra caliza
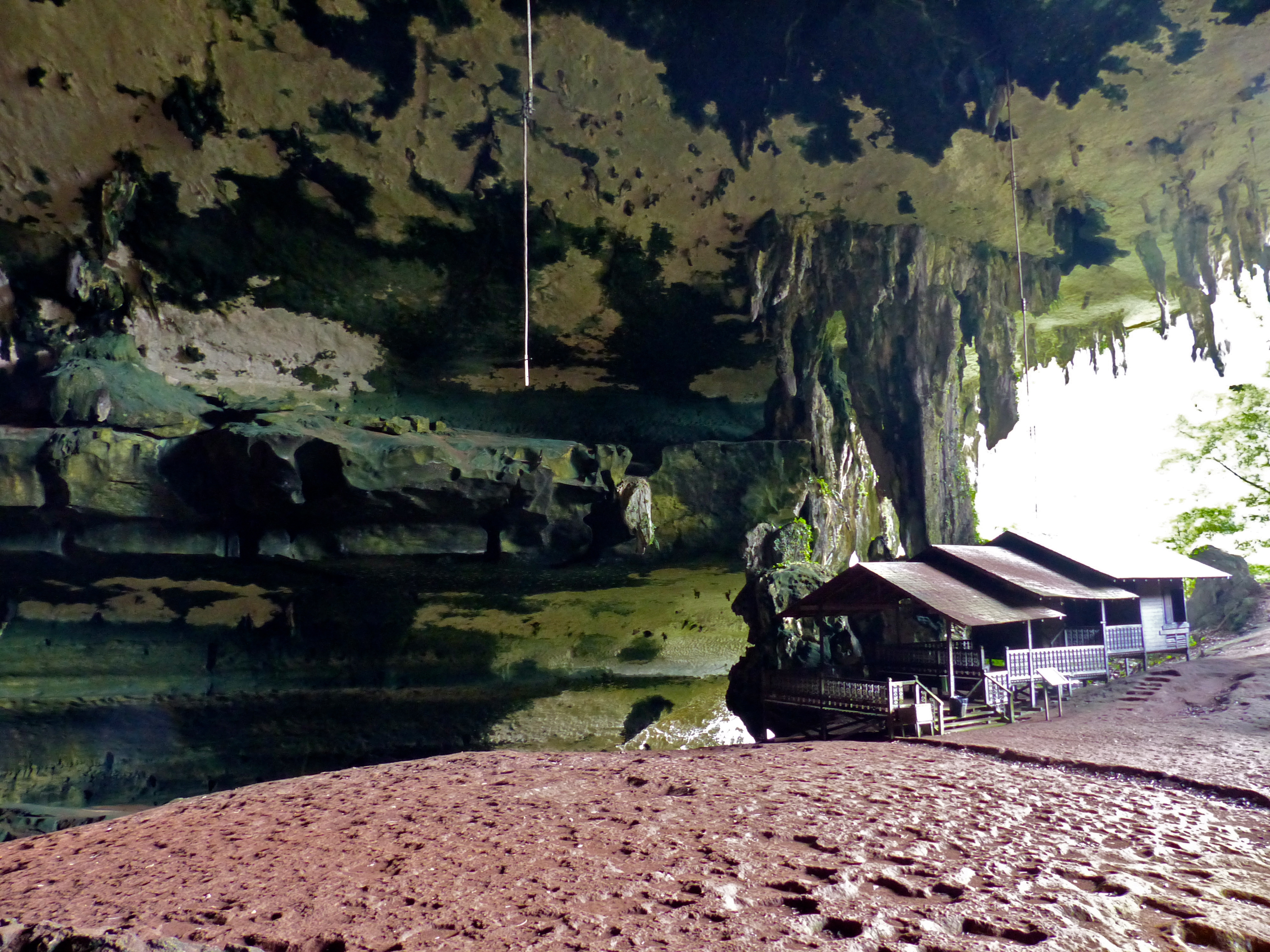
La Gran Cueva
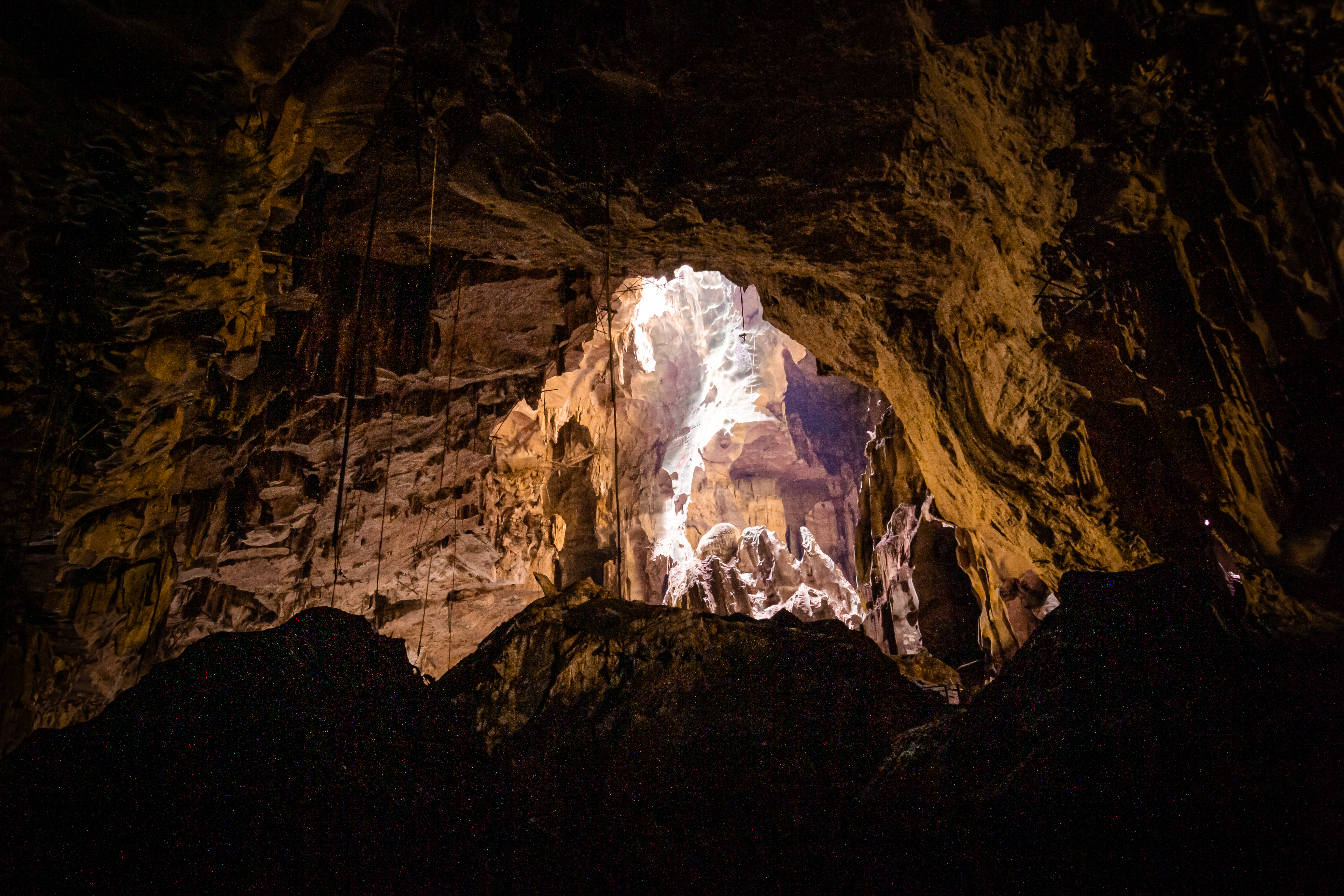
Dentro de la cueva de Niah

## Otras lecturas
- Kennedy, Kenneth AR, "El cráneo profundo de Niah: una evaluación de veinte años de especulación sobre su significado evolutivo", Perspectivas asiáticas, XX (I), 1977